# Nordstjernen (Schiff, 1920)
Das Segelschiff Nordstjernen (dt. Nordstern) ist ein ehemaliges Fischereifahrzeug, das mittlerweile als Traditionsschiff unter deutscher Flagge in Fahrt ist.

## Geschichte

### Bau und Indienststellung
Die Nordstjernen wurde 1920 in der dänischen Werft Gebrüder Nipper in Skagen gebaut. Ausgestattet mit einem Zweizylinder-Alpha-Motor mit 40 PS lief sie im März 1920 vom Stapel. Durch die Motorisierung ergaben sich kürzere Fangzeiten beim Fischen mit Schnurrewaden gegenüber unmotorisierten Fischereifahrzeugen, was diesem Schiffstyp den Namen Haikutter einbrachte.

### Einsatz
Unter ihrem ersten Skipper und Eigner Harald Nordmand fuhr sie die ersten Jahre in der Nordsee und landete u. a. in englischen Häfen wie beispielsweise Grimsby an, um ihren Fang zu verkaufen. Unter wechselnden Eignern und Skippern war die Nordstjernen bis 1968 in der Fischerei unterwegs.

### Umbau zum Freizeitkutter
Nach über einem halben Jahrhundert in der Fischerei wurde die Nordstjernen in den Jahren 1972 und 1973 in Galathea umgetauft und in ein Freizeitschiff umgebaut, wie einige andere hölzerne Fischkutter in dieser Zeit. 1978 wurde sie wieder in Nordstjernen zurück benannt und im Hamburger Schiffsregister geführt. Nach weiteren Umbauten und wechselnden Eignern wurde die Nordstjernen von der neu gegründeten Partenreederei S/S Nordstjernen übernommen und angabegemäß unkommerziell betrieben. Anfang 2023 erwarb die Nordstjernen gGmbH das Schiff von der Partenreederei. 